# Brindisi Sport 1972-1973
Questa voce raccoglie le informazioni riguardanti il Brindisi Sport nelle competizioni ufficiali della stagione 1972-1973.

## Rosa
| N. |                   | Ruolo | Calciatore           |
| -- | ----------------- | ----- | -------------------- |
|    | Italia (bandiera) | C     | Aldo Bellan          |
|    | Italia (bandiera) | C     | Luigi Boccolini      |
|    | Italia (bandiera) | D     | Mario Cantarelli     |
|    | Italia (bandiera) | C     | Franco Castelletti   |
|    | Italia (bandiera) | A     | Bernardino Cremaschi |
|    | Italia (bandiera) | P     | Rosario Di Vincenzo  |
|    | Italia (bandiera) | D     | Flavio Fiorini       |
|    | Italia (bandiera) | C     | Roberto Franzon      |
|    | Italia (bandiera) | A     | Paolo Franzoni       |
|    | Italia (bandiera) | C     | Diego Giannattasio   |
|    | Italia (bandiera) | C     | Antonio Incalza      |
|    | Italia (bandiera) | C     | Salvatore Ianniello  |

| N. |                   | Ruolo | Calciatore          |
| -- | ----------------- | ----- | ------------------- |
|    | Italia (bandiera) | D     | Antonio La Palma    |
|    | Italia (bandiera) | C     | Paolo Lombardo      |
|    | Italia (bandiera) | P     | Giuseppe Maschi     |
|    | Italia (bandiera) | C     | Michele Mazzei      |
|    | Italia (bandiera) | P     | Ubaldo Novembre     |
|    | Italia (bandiera) | D     | Giuseppe Papadopulo |
|    | Italia (bandiera) | A     | Pier Luigi Pucci    |
|    | Italia (bandiera) | A     | Antonio Renna       |
|    | Italia (bandiera) | D     | Aldo Sensibile      |
|    | Italia (bandiera) | A     | Antonio Toffanin    |
|    | Italia (bandiera) | A     | Mario Tomy          |

## Risultati

### Serie B

#### Girone di andata
| 17 settembre 1972 1ª giornata | Bari | 1 – 0 | Brindisi |  |

| 24 settembre 1972 2ª giornata | Brindisi | 3 – 0 | Novara |  |

| 1º ottobre 1972 3ª giornata | Reggina | 1 – 1 | Brindisi |  |

| 8 ottobre 1972 4ª giornata | Brindisi | 1 – 0 | Arezzo |  |

| 15 ottobre 1972 5ª giornata | Varese | 2 – 1 | Brindisi |  |

| 22 ottobre 1972 6ª giornata | Brindisi | 0 – 0 | Reggiana |  |

| 29 ottobre 1972 7ª giornata | Brescia | 1 – 1 | Brindisi |  |

| 5 novembre 1972 8ª giornata | Brindisi | 3 – 1 | Lecco |  |

| 12 novembre 1972 9ª giornata | Brindisi | 2 – 1 | Perugia |  |

| 19 novembre 1972 10ª giornata | Mantova | 1 – 0 | Brindisi |  |

| 26 novembre 1972 11ª giornata | Brindisi | 1 – 2 | Cesena |  |

| 3 dicembre 1972 12ª giornata | Foggia | 0 – 0 | Brindisi |  |

| 10 dicembre 1972 13ª giornata | Brindisi | 2 – 2 | Como |  |

| 17 dicembre 1972 14ª giornata | Taranto | 1 – 1 | Brindisi |  |

| 24 dicembre 1972 15ª giornata | Brindisi | 3 – 0 | Genoa |  |

| 30 dicembre 1972 16ª giornata | Monza | 0 – 0 | Brindisi |  |

| 7 gennaio 1973 17ª giornata | Catanzaro | 1 – 0 | Brindisi |  |

| 14 gennaio 1973 18ª giornata | Brindisi | 0 – 1 | Ascoli |  |

| 21 gennaio 1973 19ª giornata | Catania | 0 – 0 | Brindisi |  |

#### Girone di ritorno
| 4 febbraio 1973 20ª giornata | Brindisi | 1 – 1 | Bari |  |

| 11 febbraio 1973 21ª giornata | Novara | 0 – 0 | Brindisi |  |

| 18 febbraio 1973 22ª giornata | Brindisi | 2 – 1 | Reggina |  |

| 25 febbraio 1973 23ª giornata | Arezzo | 1 – 0 | Brindisi |  |

| 4 marzo 1973 24ª giornata | Brindisi | 1 – 0 | Varese |  |

| 11 marzo 1973 25ª giornata | Reggiana | 0 – 0 | Brindisi |  |

| 18 marzo 1973 26ª giornata | Brindisi | 1 – 0 | Brescia |  |

| 1º aprile 1973 27ª giornata | Lecco | 1 – 2 | Brindisi |  |

| 8 aprile 1973 28ª giornata | Perugia | 0 – 0 | Brindisi |  |

| 15 aprile 1973 29ª giornata | Brindisi | 1 – 1 | Mantova |  |

| 22 aprile 1973 30ª giornata | Cesena | 0 – 0 | Brindisi |  |

| 29 aprile 1973 31ª giornata | Brindisi | 0 – 0 | Foggia |  |

| 6 maggio 1973 32ª giornata | Como | 1 – 0 | Brindisi |  |

| 13 maggio 1973 33ª giornata | Brindisi | 1 – 1 | Taranto |  |

| 20 maggio 1973 34ª giornata | Genoa | 0 – 1 | Brindisi |  |

| 25 maggio 1973 35ª giornata | Brindisi | 1 – 0 | Monza |  |

| 3 giugno 1973 36ª giornata | Brindisi | 0 – 0 | Catanzaro |  |

| 10 giugno 1973 37ª giornata | Ascoli | 2 – 1 | Brindisi |  |

| 17 giugno 1973 38ª giornata | Brindisi | 1 – 0 | Catania |  |

### Coppa Italia
| Arbitro: | Mascali (Desenzano del Garda) |

|                                              |           |  |
| Improta 23’ (rig.) Mariani 42’ Pulitelli 80’ | Marcatori |  |

| Taranto 30 agosto 1972, ore 17:30 CEST 2ª giornata | Taranto          | 0 – 0 referto | Brindisi | Stadio Salinella\| Arbitro: \| Lenardon (Siena) \| |
| Arbitro:                                           | Lenardon (Siena) |               |          |                                                    |

| 3 settembre 1972 3ª giornata |  | – Turno di riposo |  |  |

| Arbitro: | Lupi (Genova) |

|                  |           |  |
| Renna 72’ (rig.) | Marcatori |  |

| Taranto 10 settembre 1972, ore 17:00 CEST 5ª giornata | Brindisi            | 0 – 0 referto | Palermo | Stadio Salinella \| Arbitro: \| Menicucci (Firenze) \| |
| Arbitro:                                              | Menicucci (Firenze) |               |         |                                                        |

## Statistiche

### Statistiche di squadra
| Competizione | Punti | In casa | In casa | In casa | In casa | In casa | In casa | In trasferta | In trasferta | In trasferta | In trasferta | In trasferta | In trasferta | Totale | Totale | Totale | Totale | Totale | Totale | DR |
| Competizione | Punti | G       | V       | N       | P       | Gf      | Gs      | G            | V            | N            | P            | Gf           | Gs           | G      | V      | N      | P      | Gf     | Gs     | DR |
| ------------ | ----- | ------- | ------- | ------- | ------- | ------- | ------- | ------------ | ------------ | ------------ | ------------ | ------------ | ------------ | ------ | ------ | ------ | ------ | ------ | ------ | -- |
| Serie B      | 41    | 19      | 10      | 7       | 2       | 24      | 11      | 19           | 2            | 10           | 7            | 8            | 13           | 38     | 12     | 17     | 9      | 32     | 24     | +8 |
| Coppa Italia | 4     | 2       | 1       | 1       | 0       | 1       | 0       | 2            | 0            | 1            | 1            | 0            | 3            | 4      | 1      | 2      | 1      | 1      | 3      | -2 |
| Totale       |       | 21      | 11      | 8       | 2       | 25      | 11      | 21           | 2            | 11           | 8            | 8            | 16           | 42     | 13     | 19     | 10     | 33     | 27     | +6 |

### Statistiche dei giocatori
| Giocatore       | Serie B  | Serie B | Coppa Italia | Coppa Italia | Totale   | Totale |
| Giocatore       | Presenze | Reti    | Presenze     | Reti         | Presenze | Reti   |
| --------------- | -------- | ------- | ------------ | ------------ | -------- | ------ |
| A. Bellan       | 20       | 2       | 2            | 0            | 22       | 2      |
| L. Boccolini    | 25       | 1       | -            | -            | 25       | 1      |
| M. Cantarelli   | 38       | 0       | 4            | 0            | 42       | 0      |
| F. Castelletti  | 11       | 0       | 2            | 0            | 13       | 0      |
| B. Cremaschi    | 28       | 5       | 2            | 0            | 30       | 5      |
| R. Di Vincenzo  | 35       | -21     | 4            | -3           | 39       | -24    |
| F. Fiorini      | 9        | 0       | 1            | 0            | 10       | 0      |
| R. Franzon      | 37       | 3       | 4            | 0            | 41       | 3      |
| P. Franzoni     | 32       | 5       | 4            | 0            | 36       | 5      |
| D. Giannattasio | 36       | 3       | 4            | 0            | 40       | 3      |
| A. Incalza      | 7        | 0       | -            | -            | 7        | 0      |
| S. Iannello     | 2        | 1       | -            | -            | 2        | 1      |
| A. La Palma     | 34       | 0       | 4            | 0            | 38       | 0      |
| P. Lombardo     | 14       | 0       | 4            | 0            | 18       | 0      |
| G. Maschi       | 4        | -3      | -            | -            | 4        | -3     |
| M. Mazzei       | 1        | 0       | -            | -            | 1        | 0      |
| U. Novembre     | 1        | 0       | -            | -            | 1        | 0      |
| G. Papadopulo   | 36       | 0       | 3            | 0            | 39       | 0      |
| P. Pucci        | 1        | 0       | -            | -            | 1        | 0      |
| A. Renna        | 12       | 3       | 4            | 1            | 16       | 4      |
| A. Sensibile    | 34       | 0       | 4            | 0            | 38       | 0      |
| A. Toffanin     | 6        | 2       | 4            | 0            | 10       | 2      |
| M. Tomy         | 24       | 5       | -            | -            | 24       | 5      |